# Godzilla (песня Эминема)
«Godzilla» — песня американского рэпера Эминема при участии американского рэпера Juice WRLD из одиннадцатого студийного альбома Эминема Music to Be Murdered By (2020). Песня является первым посмертным релизом Juice WRLD после его смерти в декабре 2019 года. Песня дебютировала на первом месте в чарте Финляндии, UK Singles Chart и Irish Singles Chart, став десятым синглом Эминема в Великобритании и восьмым в Ирландии, а также первым Juice WRLD в этих странах.

## Предыстория и музыка
Это первая изданная песня Juice WRLD, выпущенная после его смерти от случайной передозировки наркотиков 8 декабря 2019 года. Третий куплет Эминема на треке является рекордсменом по скорости исполнения рэп-песни — 10,65 слогов в секунду. Эминем превзошёл свой собственный рекорд с трека Ники Минаж 2018 года «Majesty», где он произнёс 10,3 слога в секунду, и его сингла 2013 года «Rap God», где он произнёс 9,6 слогов в секунду.

## Музыкальное видео
4 марта 2020 года было выпущено лирик-видео сингла. 6 марта Эминем выпустил фрагмент музыкального клипа в сотрудничестве с Lyrical Lemonade. Музыкальный видеоклип, снятый режиссёром Коулом Беннеттом, вышел 9 марта, в нём приняли участие Майк Тайсон и Dr. Dre, а также был трибьют Juice WRLD в конце.

## Награды и номинации
| Год  | Церемония              | Награда        | Результат |
| ---- | ---------------------- | -------------- | --------- |
| 2020 | MTV Video Music Awards | Видео года     | Номинация |
| 2020 | MTV Video Music Awards | Лучший хип-хоп | Номинация |

## Чарты
| Чарт (2020)                                | Высшая позиция |
| ------------------------------------------ | -------------- |
| Австралия (ARIA)                           | 3              |
| Австрия (Ö3 Austria Top 40)                | 6              |
| Бельгия/Фландрия (Ultratip Bubbling Under) | 2              |
| Бельгия/Фландрия (Ultratop Urban)          | 16             |
| Бельгия/Валлония (Ultratip Bubbling Under) | 8              |
| Канада (Billboard Canadian Hot 100)        | 3              |
| Чехия (Singles Digitál Top 100)            | 2              |
| Дания (Tracklisten)                        | 4              |
| Финляндия (Suomen virallinen lista)        | 1              |
| Франция (SNEP)                             | 45             |
| Германия (GfK)                             | 16             |
| Венгрия (Single Top 40)                    | 5              |
| Венгрия (Stream Top 40)                    | 2              |
| Ирландия (IRMA)                            | 1              |
| Италия (FIMI)                              | 7              |
| Ливан (Lebanese Top 20)                    | 15             |
| Литва (AGATA)                              | 8              |
| Нидерланды (Single Top 100)                | 11             |
| Новая Зеландия (Recorded Music NZ)         | 2              |
| Норвегия (VG-lista)                        | 3              |
| Португалия (AFP)                           | 12             |
| Шотландия (OCC Scotland)                   | 16             |
| Сингапур (RIAS)                            | 17             |
| Словакия (Singles Digitál Top 100)         | 2              |
| Испания (PROMUSICAE)                       | 80             |
| Швеция (Sverigetopplistan)                 | 7              |
| Швейцария (Schweizer Hitparade)            | 4              |
| Великобритания (OCC UK Singles)            | 1              |
| Великобритания (OCC UK Hip Hop/R&B)        | 1              |
| США (Billboard Hot 100)                    | 3              |
| США (Billboard Hot R&B/Hip-Hop Songs)      | 3              |
| США (Billboard Rhythmic)                   | 13             |
| США Rolling Stone Top 100                  | 3              |

## Сертификации
| Регион | Сертификация  | Продажи   |
| --- | ------------- | --------- |
| Австралия (ARIA) | 2× Платиновый | 140 000   |
| Канада (Music Canada) | 2× Платиновый | 160 000   |
| Дания (IFPI Danmark) | Золотой       | 45 000    |
| Италия (FIMI) | Золотой       | 35 000    |
| Новая Зеландия (RMNZ) | Золотой       | 15 000    |
| Португалия (AFP) | Золотой       | 10,000    |
| Великобритания (BPI) | Золотой       | 400 000   |
| США (RIAA) | 2× Платиновый | 2 000 000 |
| * Данные о продажах приведены только на основе сертификации. · ^ Данные о тиражах приведены только на основе сертификации. · Данные о продажах + прослушиваниях приведены только на основе сертификации. |               |           |

## История релиза
| Регион | Дата            | Формат                      | Лейбл                      | Ист.   |
| ------ | --------------- | --------------------------- | -------------------------- | ------ |
| Италия | 31 января 2020  | Contemporary hit radio      | Universal                  | [ 46 ] |
| США    | 18 февраля 2020 | Contemporary hit radio      | Shady Aftermath Interscope | [ 47 ] |
| США    | 18 февраля 2020 | Rhythmic contemporary radio | Shady Aftermath Interscope | [ 48 ] |